# ソキア・トプコン
株式会社ソキア・トプコン（Sokkia - Topcon - Co., - Ltd.）は、神奈川県厚木市に本社を置く測量機器のメーカーである。
ブランド名、旧社名であるSokkia（ソキア）は、元の社名である測機舎（そっきしゃ）を略したものである。

## 沿革
- 1920年（大正9年）- 東京都港区麻布笄町にて、測量機械の製造販売を目的として組合組織測機舎を創業。、
- 1921年（大正10年）- 東京都渋谷区猿楽町に移転
- 1925年（大正14年）- 東京都世田谷区三宿に移転
- 1934年（昭和9年）- 合名会社測機舎に組織変更（出資金36万円）。
- 1943年（昭和18年）- 株式会社測機舎に組織変更（資本金100万円）。
- 1948年（昭和23年）- 企業再建整備法による特別経理会社の指定を受ける。資本金を10万円に減資。
- 1952年（昭和27年）- 角度計その他の計量器の製造許可会社となる。
- 1961年（昭和36年）- 旭工業株式会社を吸収合併。資本金を5,400万円に増資。
- 1963年（昭和38年）
  - 東京証券取引所市場第二部に株式上場。
  - 神奈川県足柄上郡松田町に松田工場新設。
- 1977年（昭和52年）- 東京都渋谷区富ヶ谷に本社移転。
- 1981年（昭和56年）- オーストラリアに現地法人Sokkia Pty. Ltd.（現・連結子会社）を設立。
- 1982年（昭和57年）- オランダに現地法人Sokkia B.V.（現・連結子会社）を設立。
- 1984年（昭和59年）- アメリカに現地法人Sokkia Corporation（現・連結子会社）を設立。
- 1985年（昭和60年）- 神奈川県厚木市長谷に厚木工場を新設。
- 1989年（平成元年）- 東京証券取引所市場第一部銘柄に指定。
- 1990年（平成2年）
  - 福島県西白河郡西郷村に白河工場を新設。
  - 株式会社埼玉測機舎及び株式会社測機舎福島を吸収合併。
  - ブランド名を「SOKKIA」（ソキア）に変更。
- 1992年（平成4年）- 商号を株式会社ソキアに変更。
- 1994年（平成6年）- 神奈川県足柄上郡松田町に研修所を新設。
- 1999年（平成11年）
  - 株式会社ソキアファインシステムを設立。
  - 国内営業所を販売子会社へ移管。
- 2002年（平成14年）- 神奈川県厚木市長谷に本社移転。
- 2005年（平成17年）- 国内販売子会社8社を統合し、商号を株式会社ソキア販売とする。
- 2008年（平成20年）- トプコンの完全子会社となり、商号を株式会社ソキア・トプコンに変更。それに伴い、7月27日に東京証券取引所を上場廃止。
- 2010年（平成22年）- 計測機器事業を子会社のソキアファインシステムに会社分割した上で、同社の全株式を新東工業に譲渡。同時に厚木工場を新東工業に会社分割で継承。再び測量機器事業に集中する。

## 事業
事業規模としては2008年3月期時点で、測量機器事業が売上げの94%、計測機器事業が同6%となっている。

## 関連会社
- 株式会社福島ソキア
- 株式会社ソキア販売
- 株式会社埼玉測機社
- Sokkia Corporation
- Sokkia Corporation (Canada)
- Sokkia B.V.
- Sokkia N.V.
- Sokkia Singapore - Pte. Ltd.
- Sokkia Korea Co., Ltd.
- Sokkia (M) Sdn. Bhd.
- Sokkia Pakistan (Pvt.) Ltd.
- Sokkia Gulf
- Sokkia Surveying Instruments Trading (Shanghai) Co., Ltd.
- Sokkia Co., Ltd. Shanghai